# Orelle (station de sports d'hiver)
Pour les articles homonymes, voir Orelle (homonymie).
Ne doit pas être confondu avec Orelle.
Orelle est une station de sports d'hiver de la vallée intra-alpine de la Maurienne, située dans la commune d'Orelle, dans le département de la Savoie en région Auvergne-Rhône-Alpes.
Dotée de la télécabine avec le plus grand dénivelé du monde depuis 1996, elle fait partie du domaine skiable des Trois Vallées.

## Historique
L'activité économique d'Orelle s'oriente au début des années 1960 vers le tourisme, en lien avec le développement des sports d'hiver dans la vallée voisine des Belleville. La commune entre au capital de la Société de développement touristique de la vallée des Belleville en 1965, puis dans celui de la SETAM (Société d'exploitation des téléphériques de Tarentaise Maurienne), en 1972,.

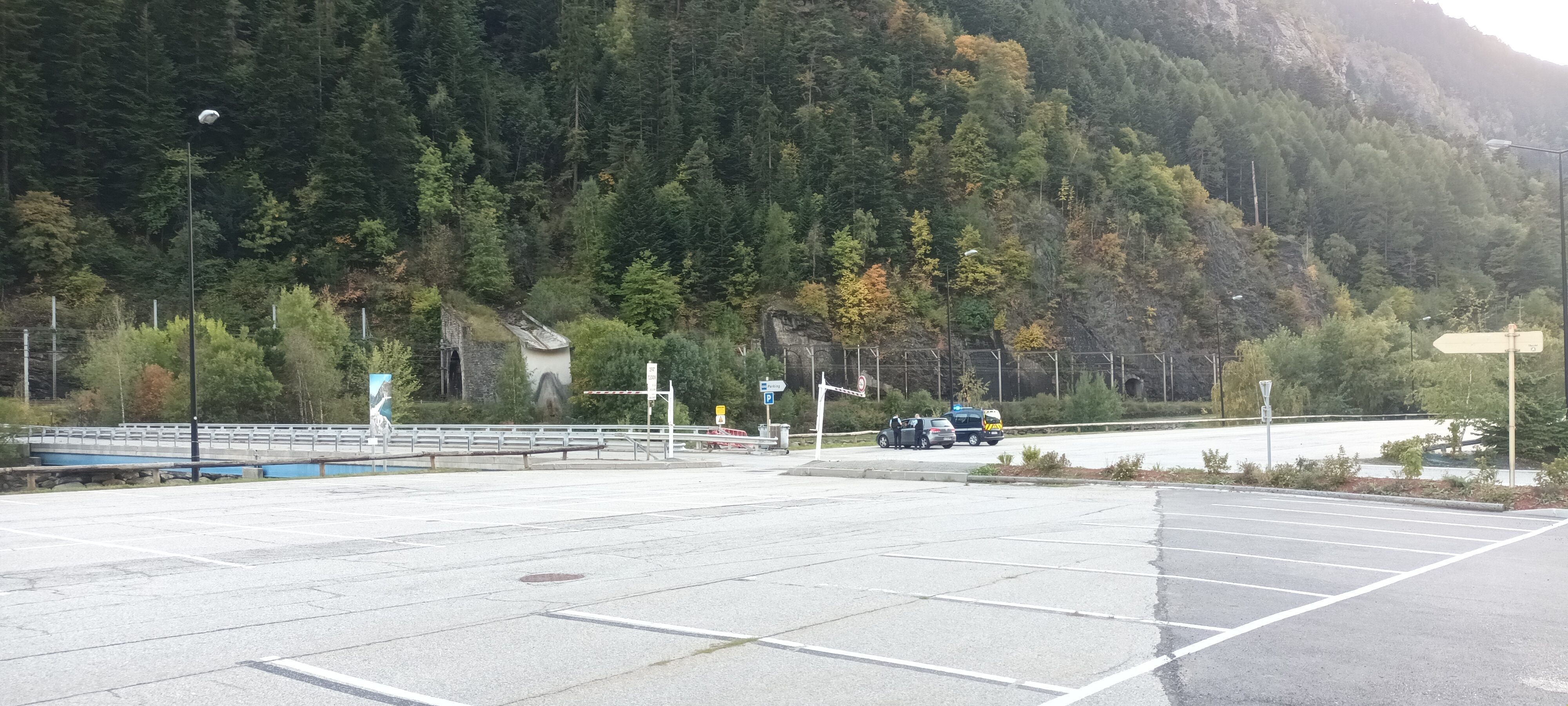
Contrôle routier sur le parking de la télécabine d'Orelle.

En 1989, le ski est possible sur le versant d’Orelle, mais accessible seulement depuis le domaine de Val Thorens, avec la création du télésiège de Rosaël.
La Société des téléphériques d'Orelle est créée le 26 octobre 1995.
À partir de janvier 1996, l'accès peut se faire depuis le hameau de Francoz par la télécabine des 3 Vallées Express, en 20 minutes. L'ouvrage présente une longueur de cinq kilomètres, sur 1 470 mètres de dénivelé. L'accès peut se faire depuis l'un des quatre parkings prévus sous la gare de départ de la télécabine,,.
Le domaine skiable s'étend en 2001 : ledit télésiège de Rosaël est complété par les télésièges du Peyron et du Bouchet. Ce dernier permet aux skieurs d'atteindre le col du Bouchet, point le plus haut des Trois Vallées avec la pointe du Bouchet qui culmine à 3 420 mètres d'altitude,,,.

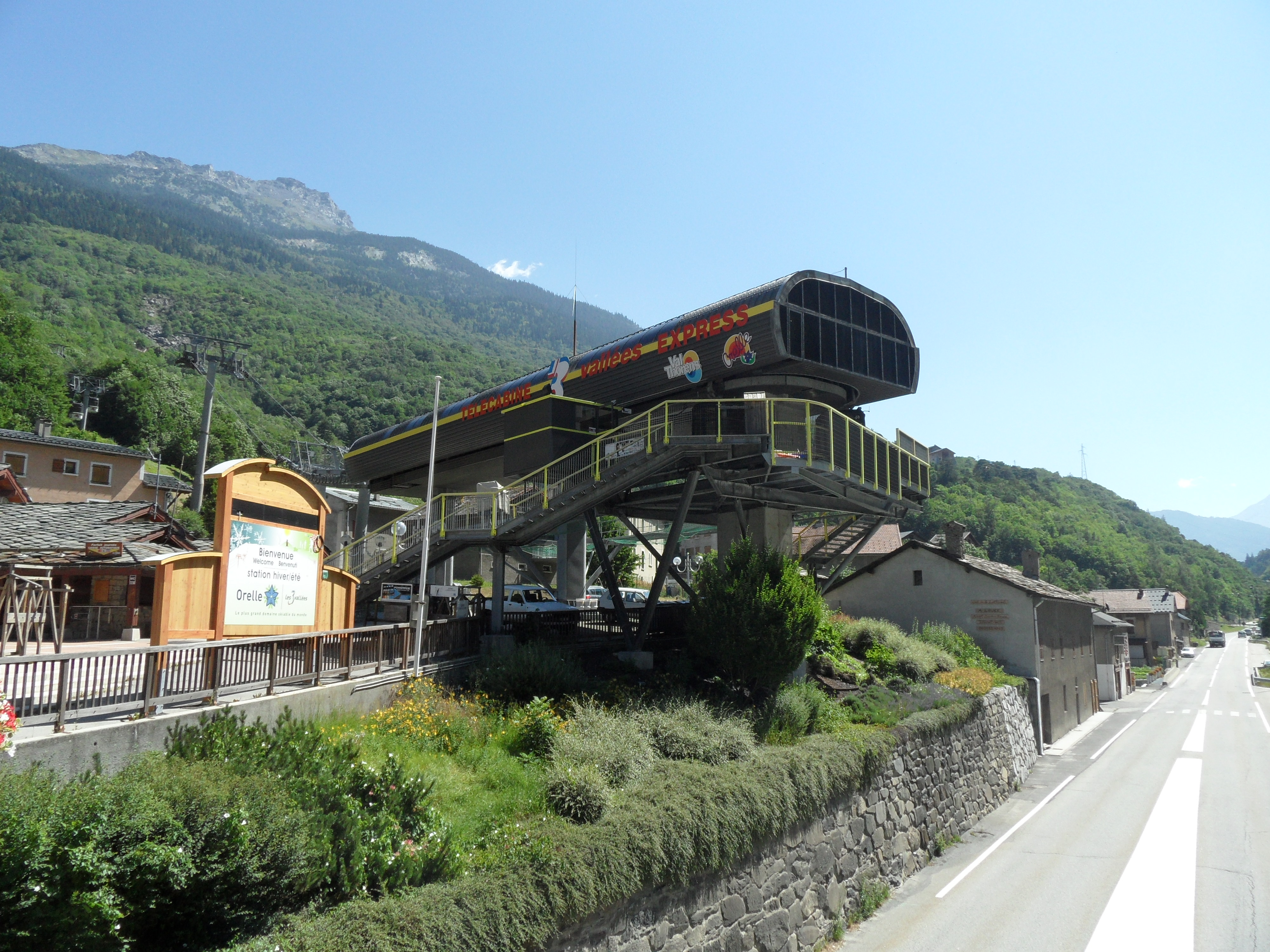
Gare de départ de la télécabine 3 Vallées Express.
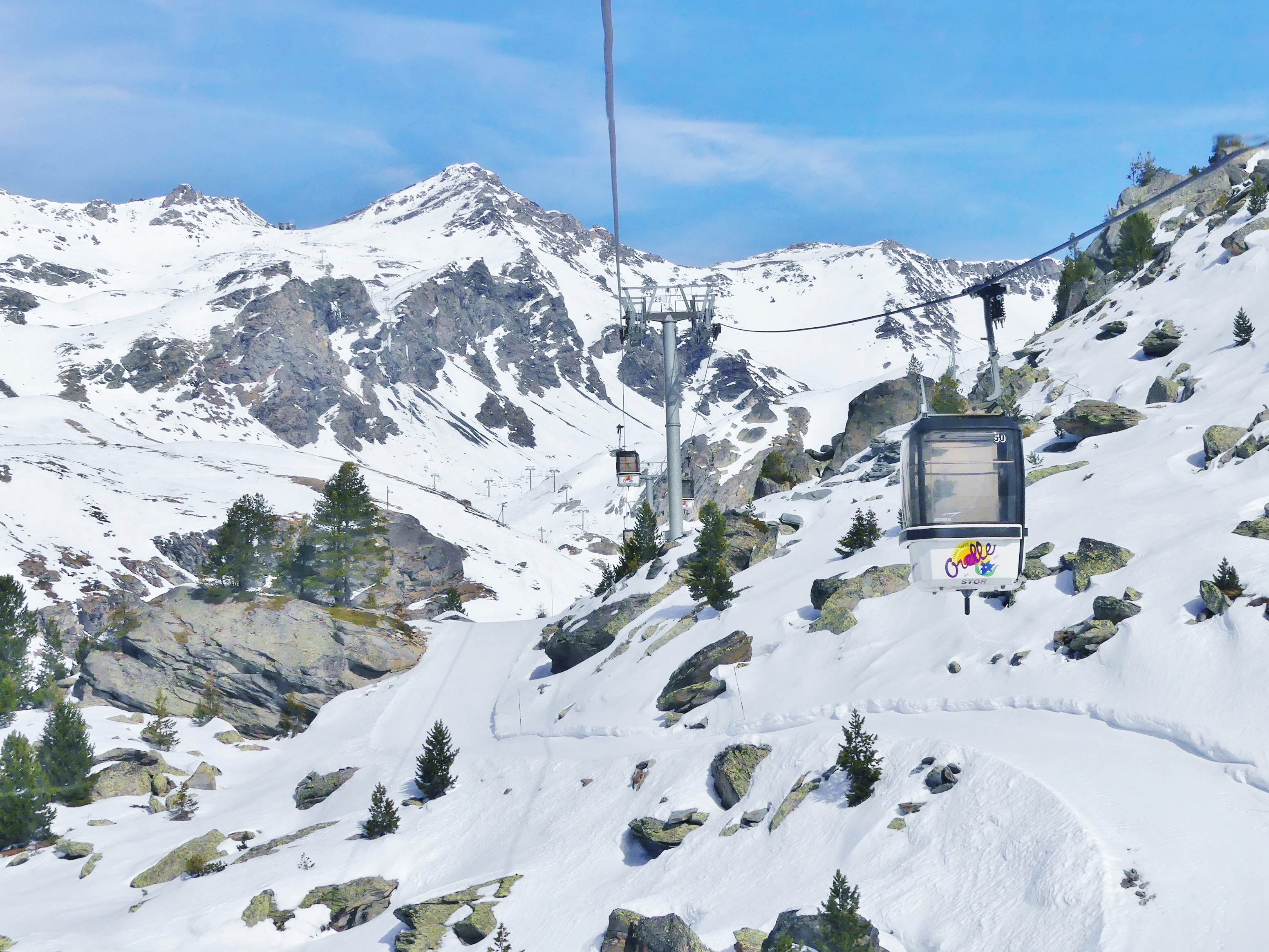
Vue de Plan-Bouchet.
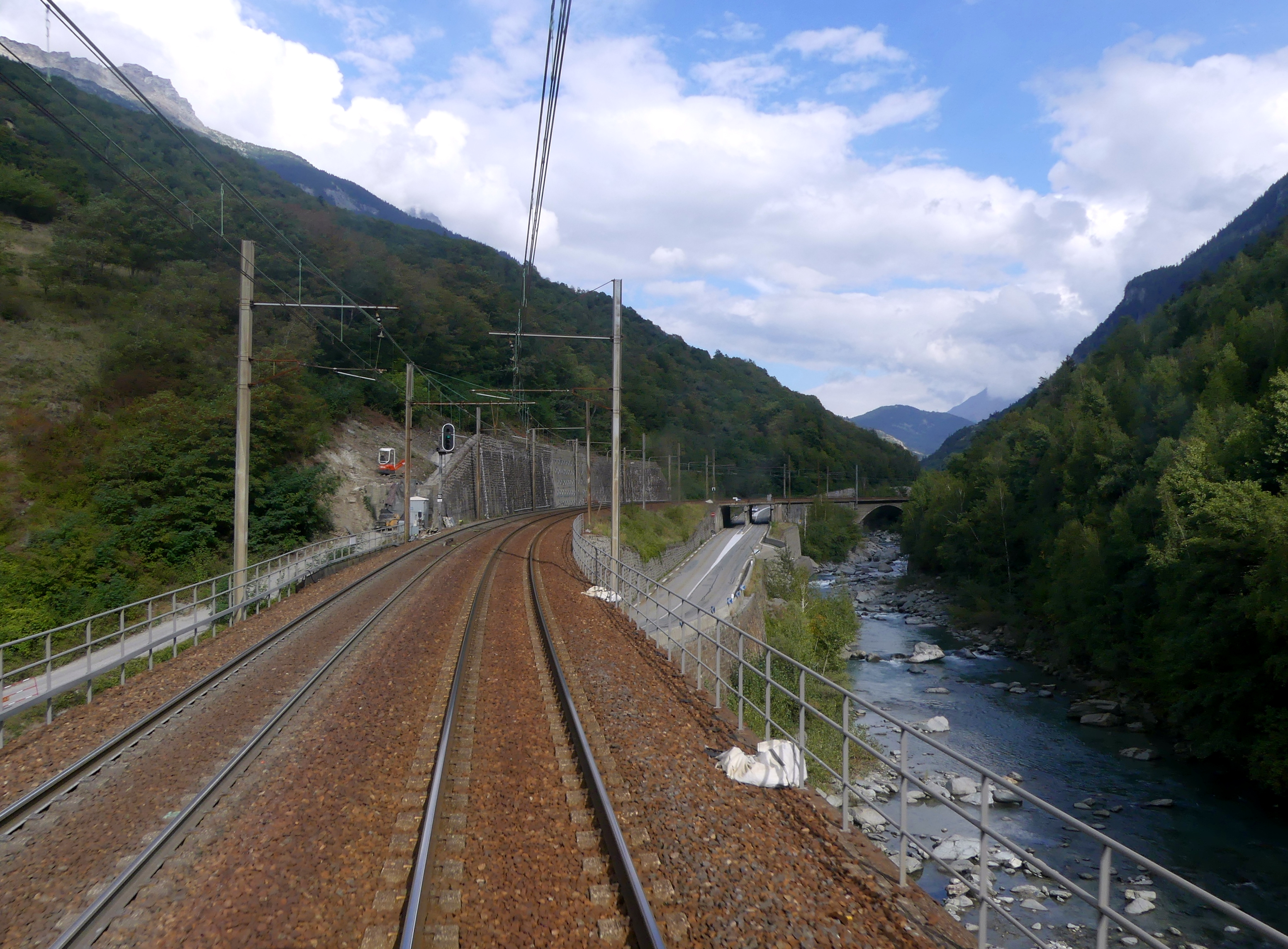
Ligne ferroviaire à Orelle (2020).
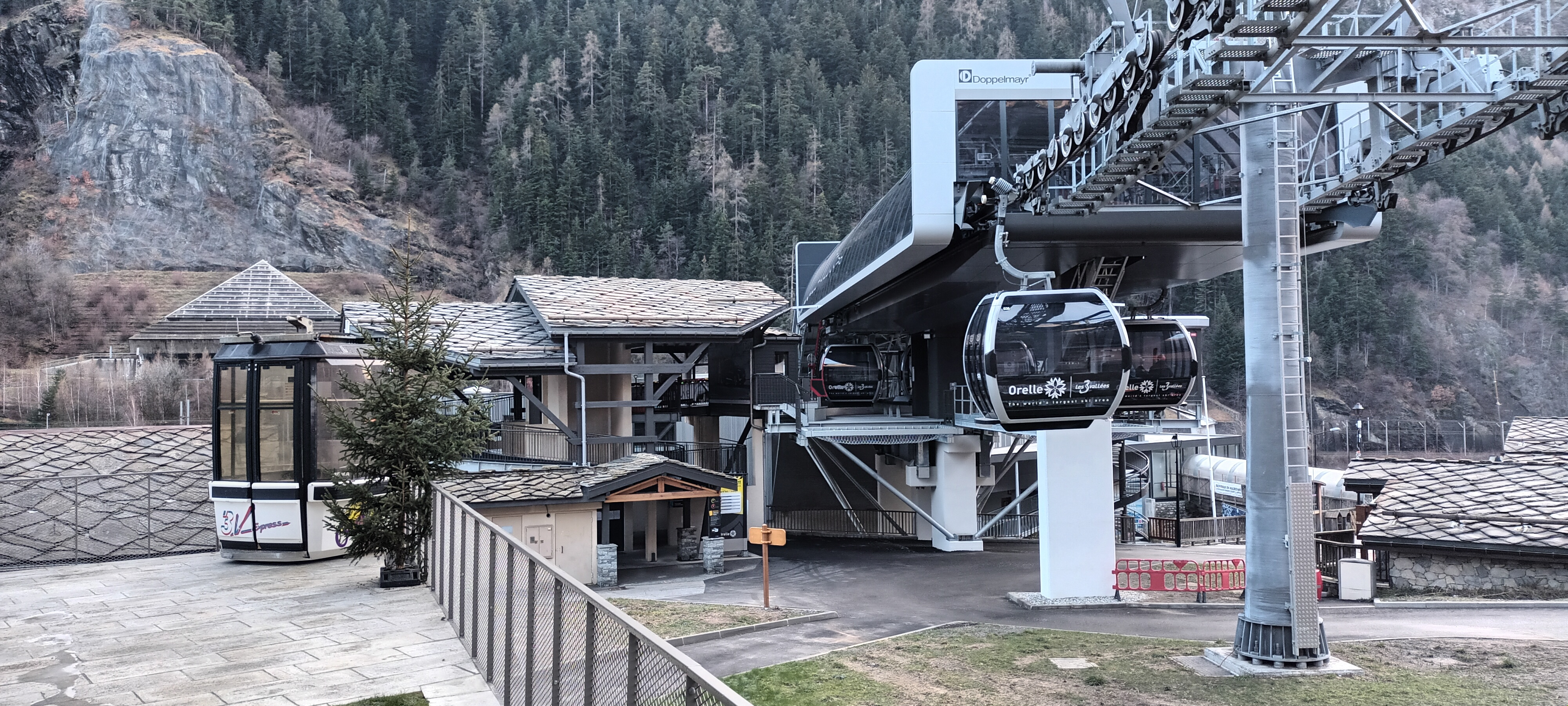
Vue de la télécabine d'Orelle à Francoz depuis l'office de tourisme.

## Station
L'office de tourisme et la centrale de réservations d'Orelle voient le jour en 2008 avec l’objectif de faire connaître la station mauriennaise et d'offrir des services. Dès lors, l'attractivité d'Orelle augmente. L'office a été déplacé dans une nouvelle construction moderne début 2022,.
En 2011, « Le Mazot des Croës » ouvre ses portes : il s'agit d'une halte-garderie-crèche municipale située dans la rue Saint-Jacques à Francoz.
Une résidence 3 étoiles, la Résidence des Eaux, située dans le hameau des Eaux d'Orelle, compte actuellement plus de 1 000 lits.
Un chalet-restaurant s'implante sur le domaine et des cours de ski de l'École du ski français (ESF) deviennent fréquents.

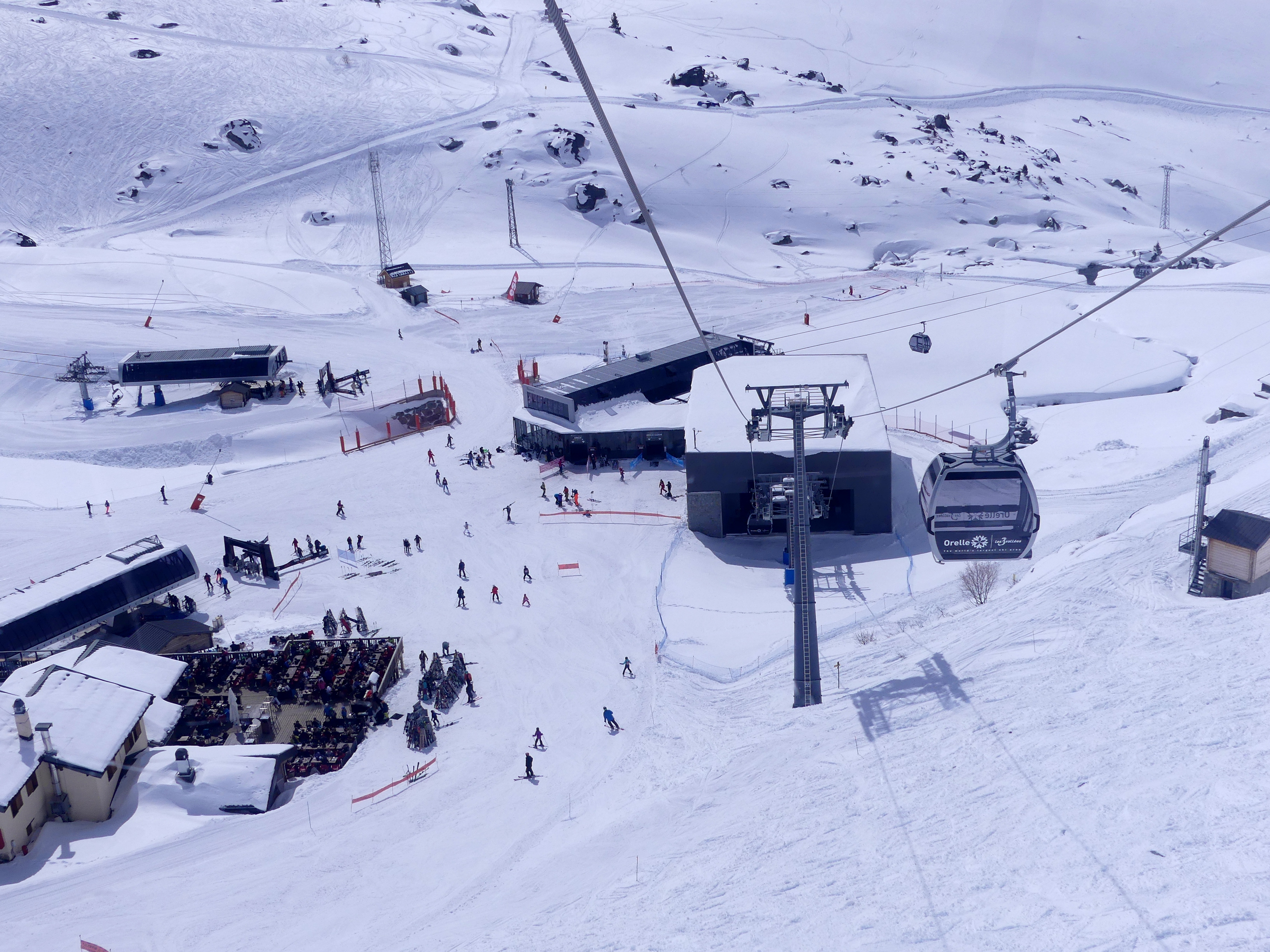
Plan-Bouchet.
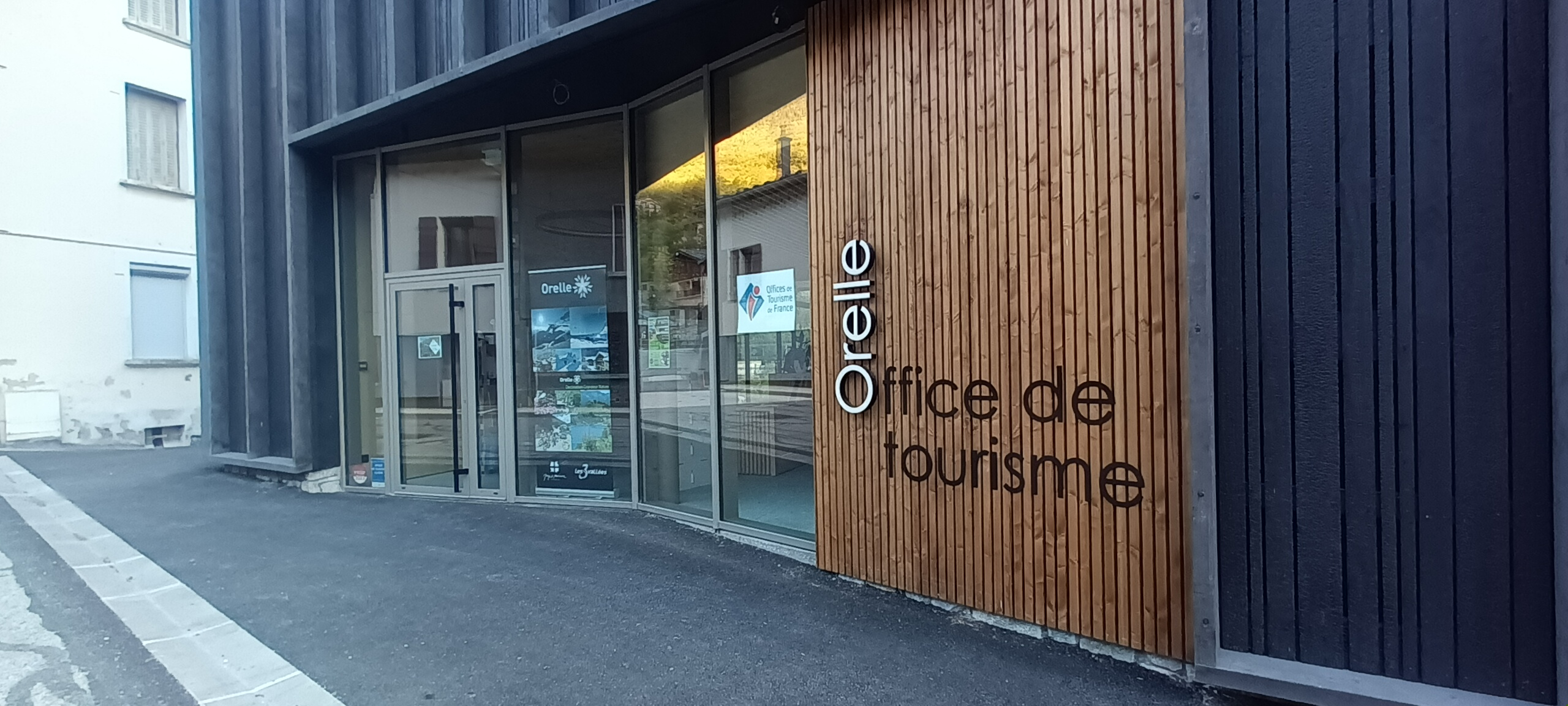
Vue de la vitrine et de l'entrée de l'office de tourisme d'Orelle.
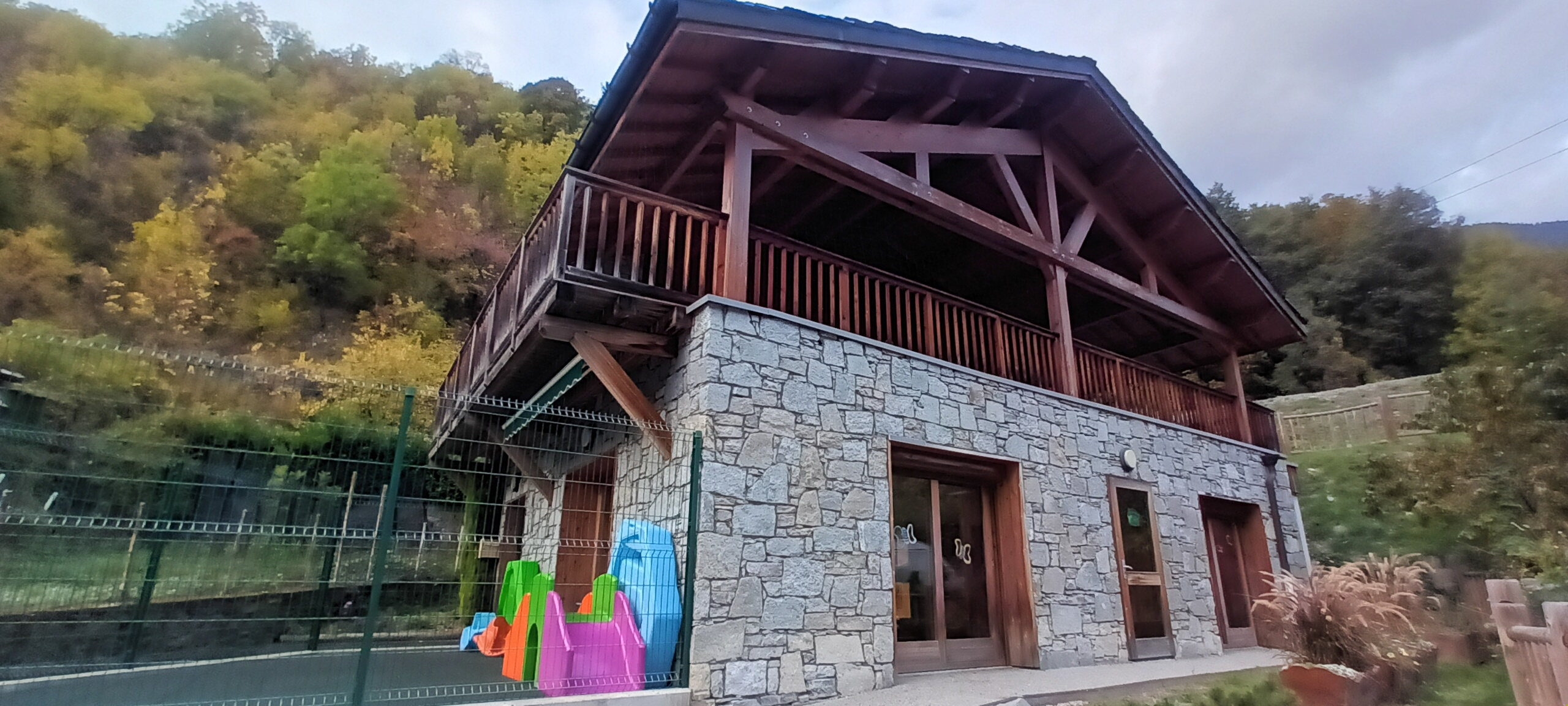
Le « Mazot des Croës ».
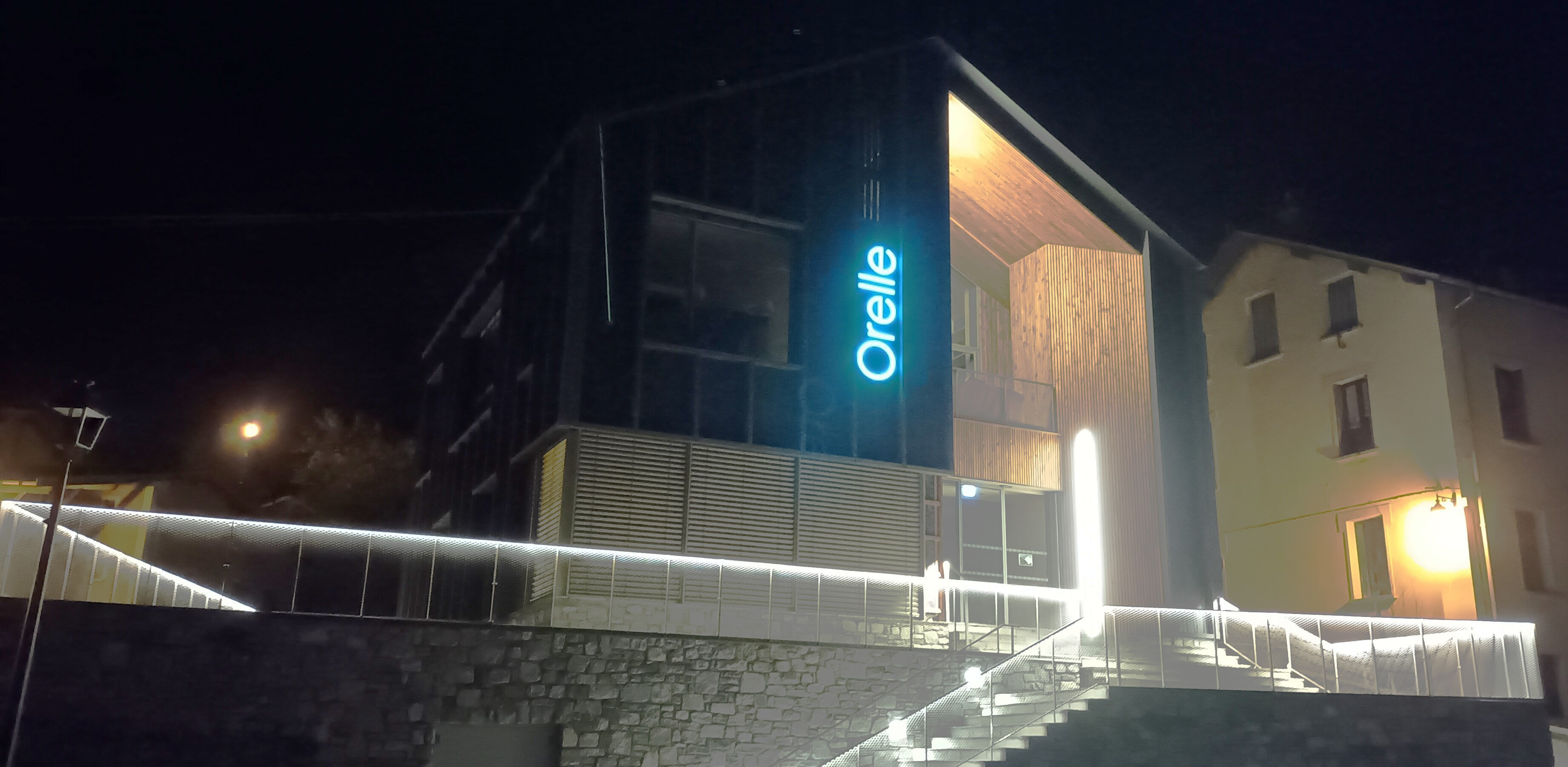
Face sud de l'office de tourisme (de nuit).

## Domaine skiable et gestion
La Société des téléphériques d'Orelle, communément appelée la Stor, voit le jour le 26 octobre 1995 et elle gère l'ensemble des installations, systèmes, véhicules et remontées mécaniques de la station.
Le domaine skiable desservi est ouvert, selon les années, de fin novembre à début mai. Il comprend 600 km de pistes des 3 Vallées, ou 150 km de pistes sur la seule zone Orelle-Val Thorens. Les pistes de la station de ski d'Orelle sont : « Plan-Bouchet » (verte, ski de fond), Tourbière (verte avec fil-neige), « le Peyron », « Croix d'Antide », « les Gentianes », « Boulevard Rosaël », « Lory » (bleues), « la Mauriennaise », « Coraïa », « le Bouchet » (rouges), « Rocher Rénod » (ski de fond) et « Combe de Rosaël » (noires).
Il y a aussi deux parcours d'obstacles sur neige (boardercross en anglais) situés à côté de la piste de la Croix d'Antide.

## Équipements

### Tyrolienne d'Orelle
En 2014, la « Tyrolienne d'Orelle » est créée. C'est une première mondiale car jamais une tyrolienne aussi haute en altitude et aussi longue n’avait jamais été réalisée. La base de départ se situe juste sous la pointe du Bouchet, sur Orelle, tandis que la base d'arrivée se situe sur le col du Bouchet, entre les communes d'Orelle et des Belleville.

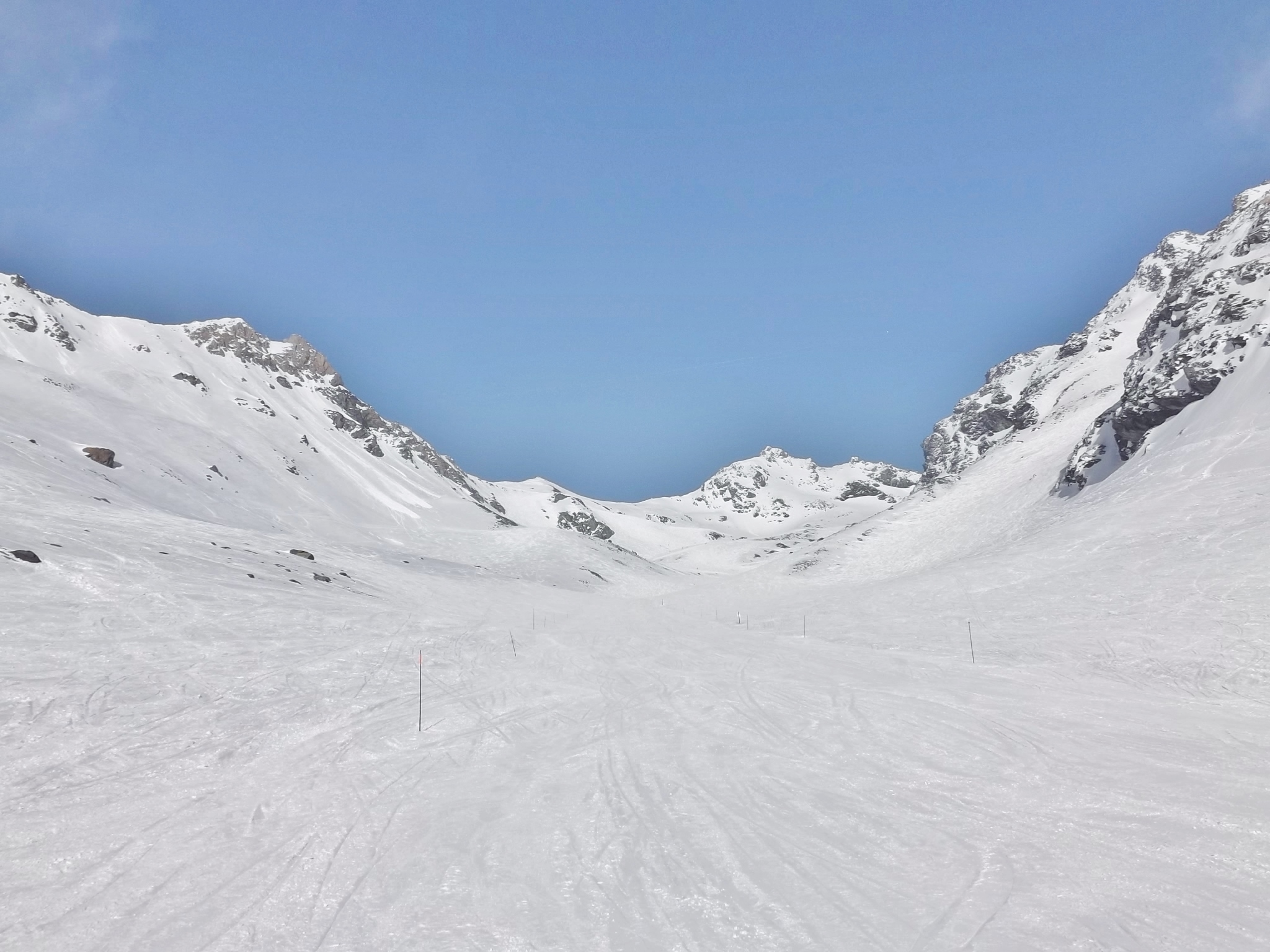
Piste de ski Bouchet à Orelle.
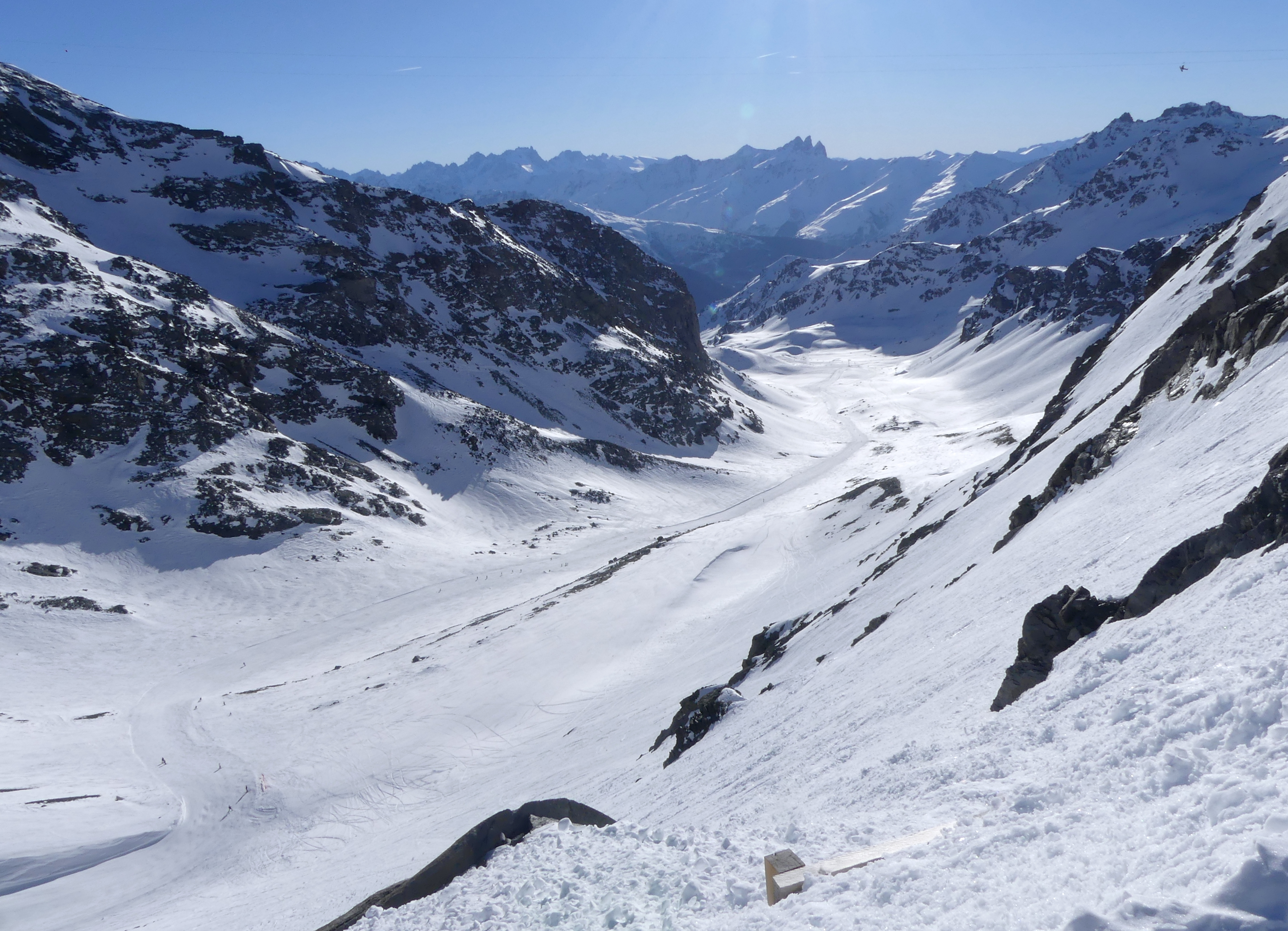
La piste Lory passe par le glacier du Bouchet.
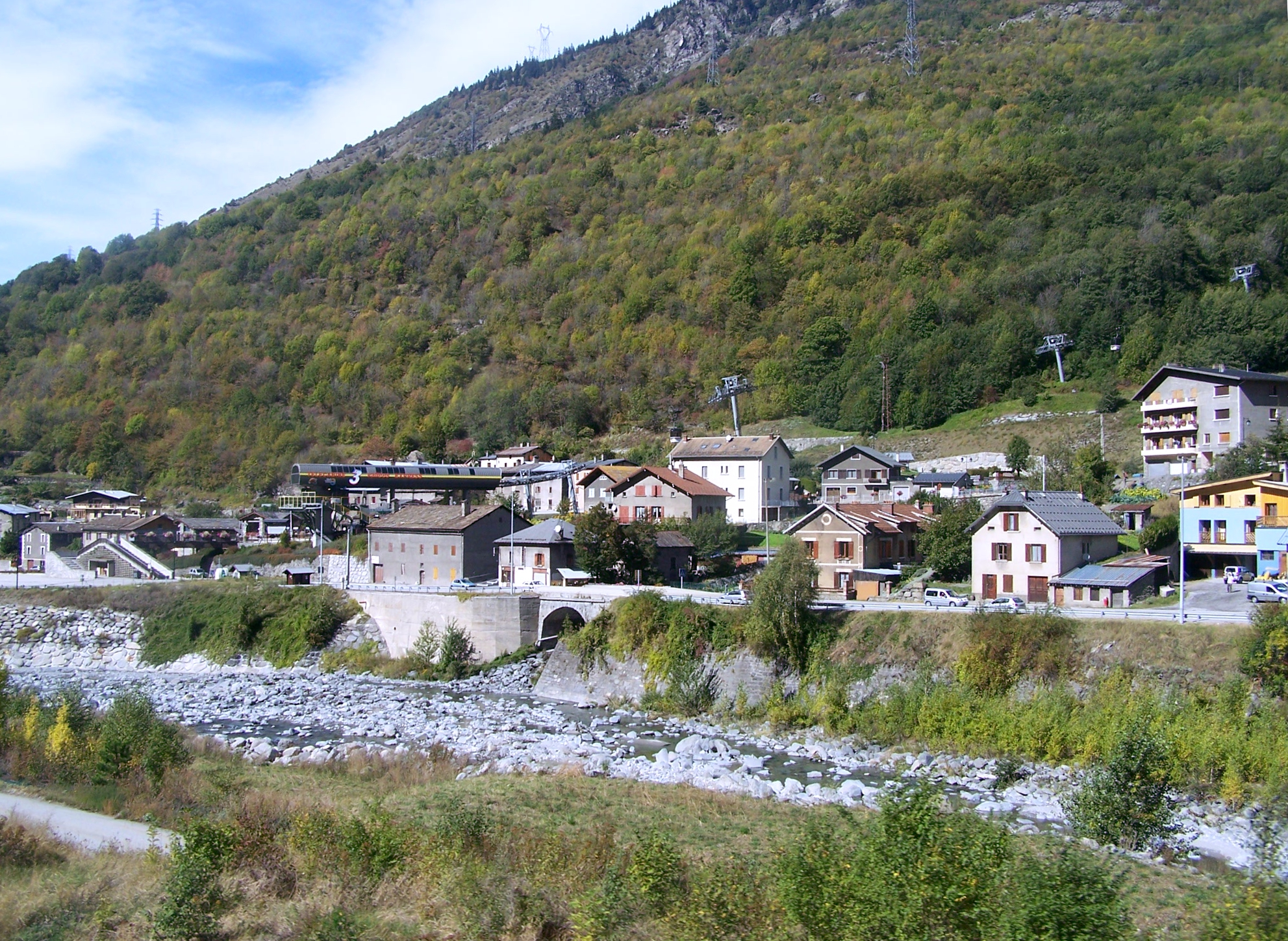
Le hameau orellin de Francoz en rénovation (2007).
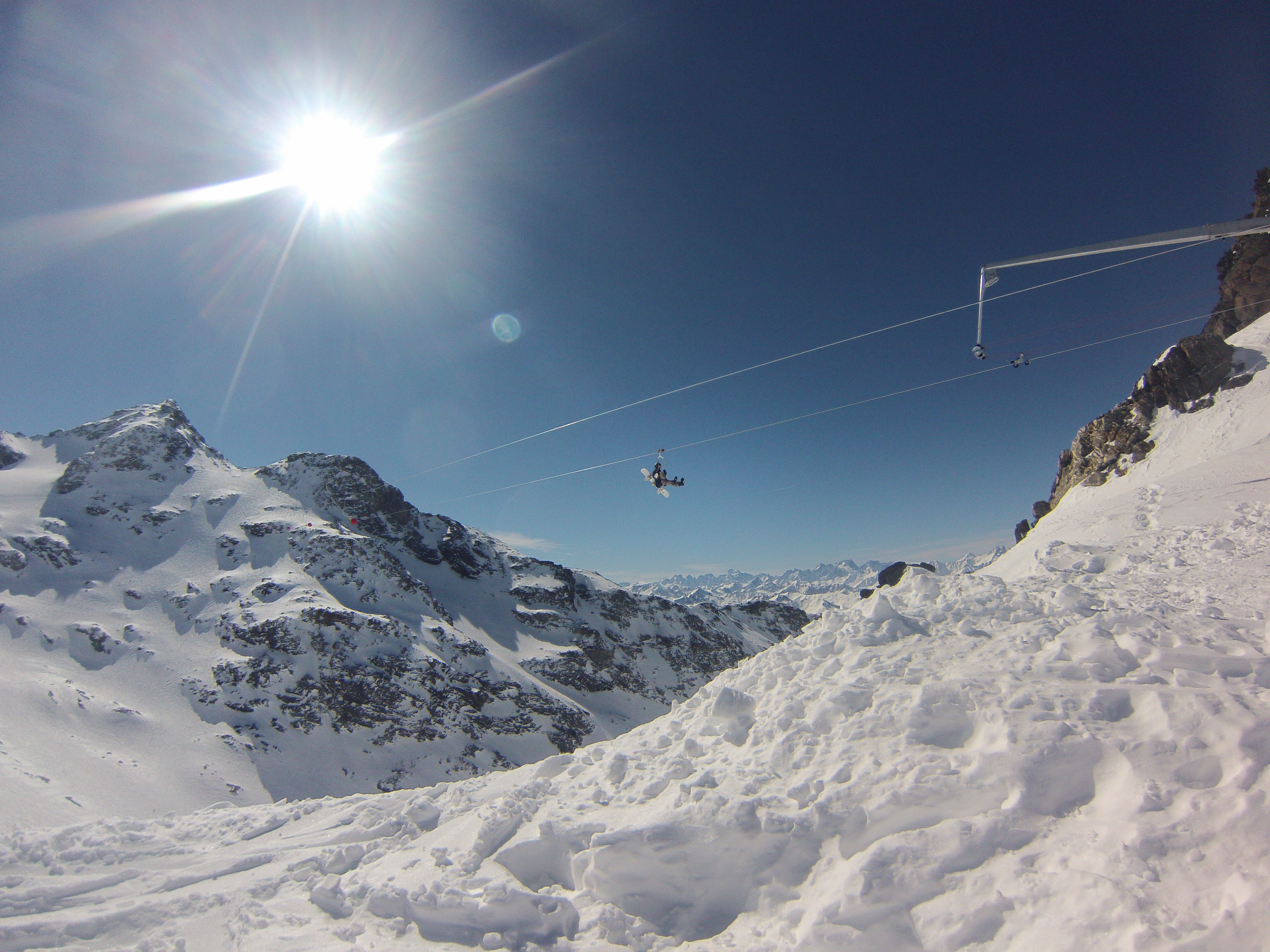
La Tyrolienne d'Orelle.
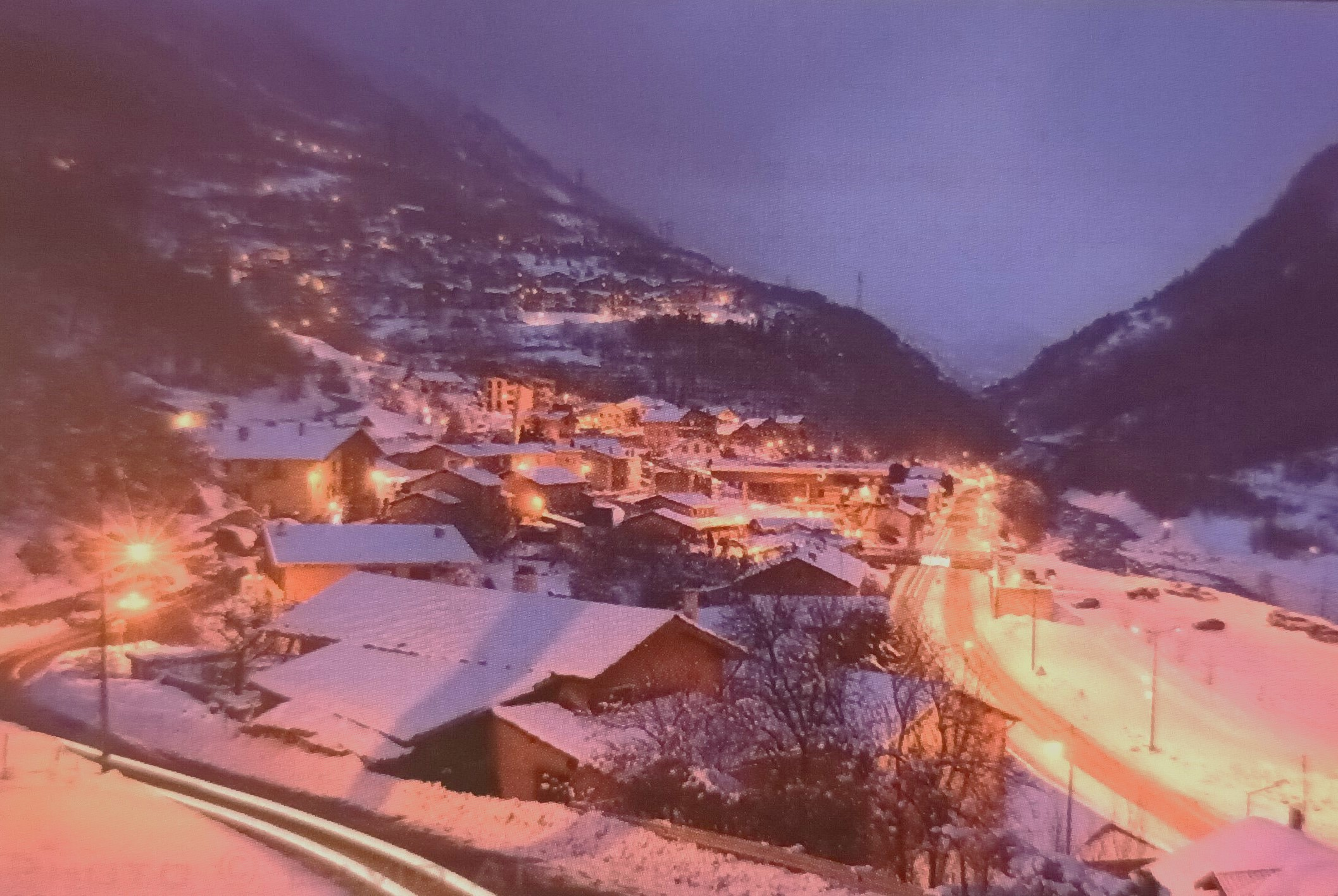
Vue d'une partie de la commune d'Orelle dans le centre de Francoz en 2020.

### Télécabine d'Orelle

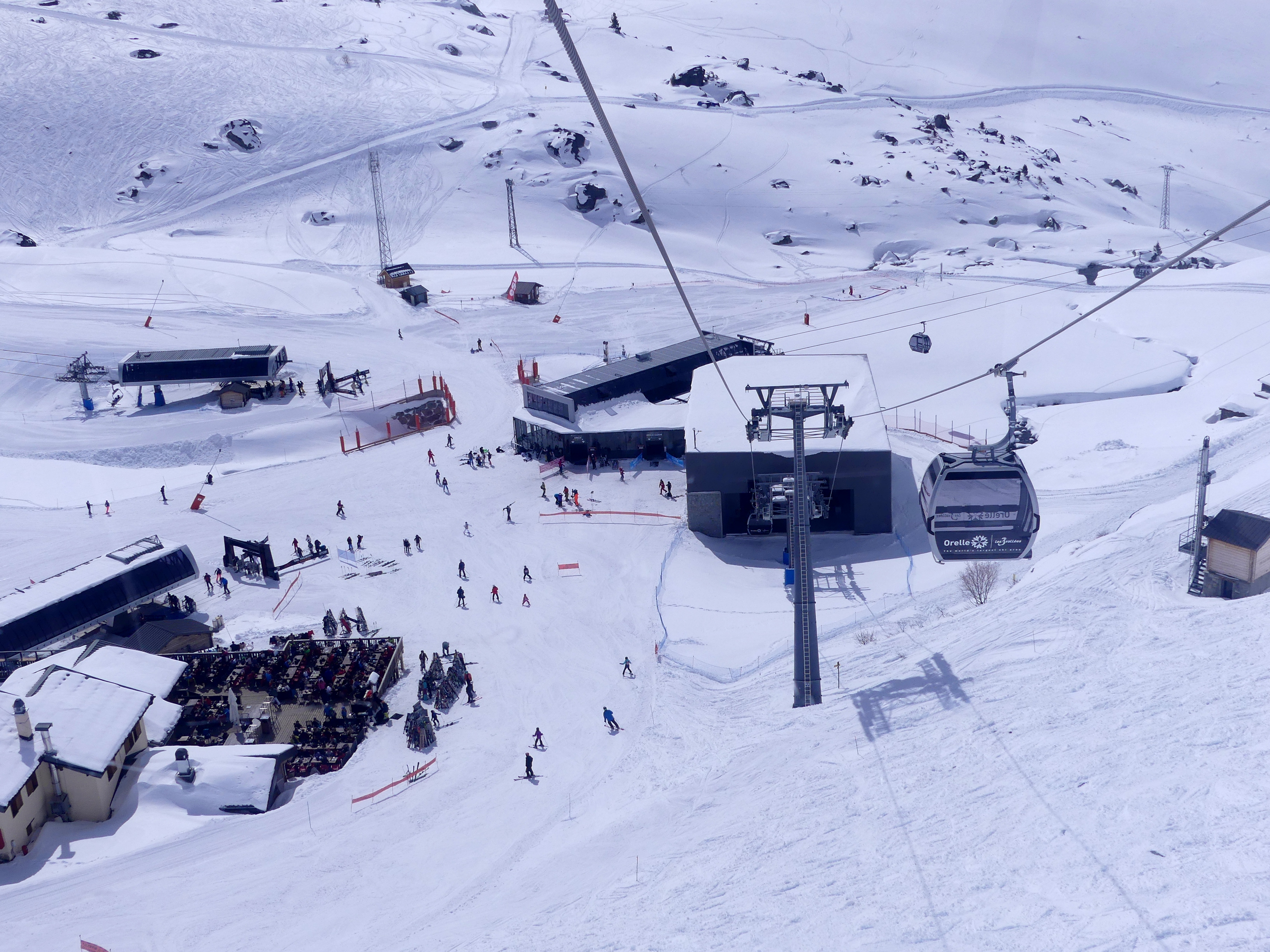
Plan Bouchet, le centre de la station de sports d'hiver d'Orelle : (sens indirect) gare d'arrivée de la Télécabine d'Orelle, gare de départ de la télécabine d'Orelle-Caron, gare de départ du télésiège de Rosaël, gare de départ du télésiège du Peyron.

Une nouvelle remontée mécanique entre Orelle et Val Thorens voit le jour en décembre 2021 en remplacement de la télécabine des 3 Vallées Express afin d'offrir un débit plus important, une meilleure sécurité et plus de confort,. Cette télécabine d'Orelle a ainsi un débit deux fois supérieur (2 000 visiteurs par heure) avec une vitesse de 7 mètres par seconde.
Les télécabines d'Orelle et d'Orelle-Caron sont équipées d'un système permettant de ranger pour les périodes de fermetures quotidiennes, saisonnières ou météorologiques toutes les cabines dans leurs gares aval.

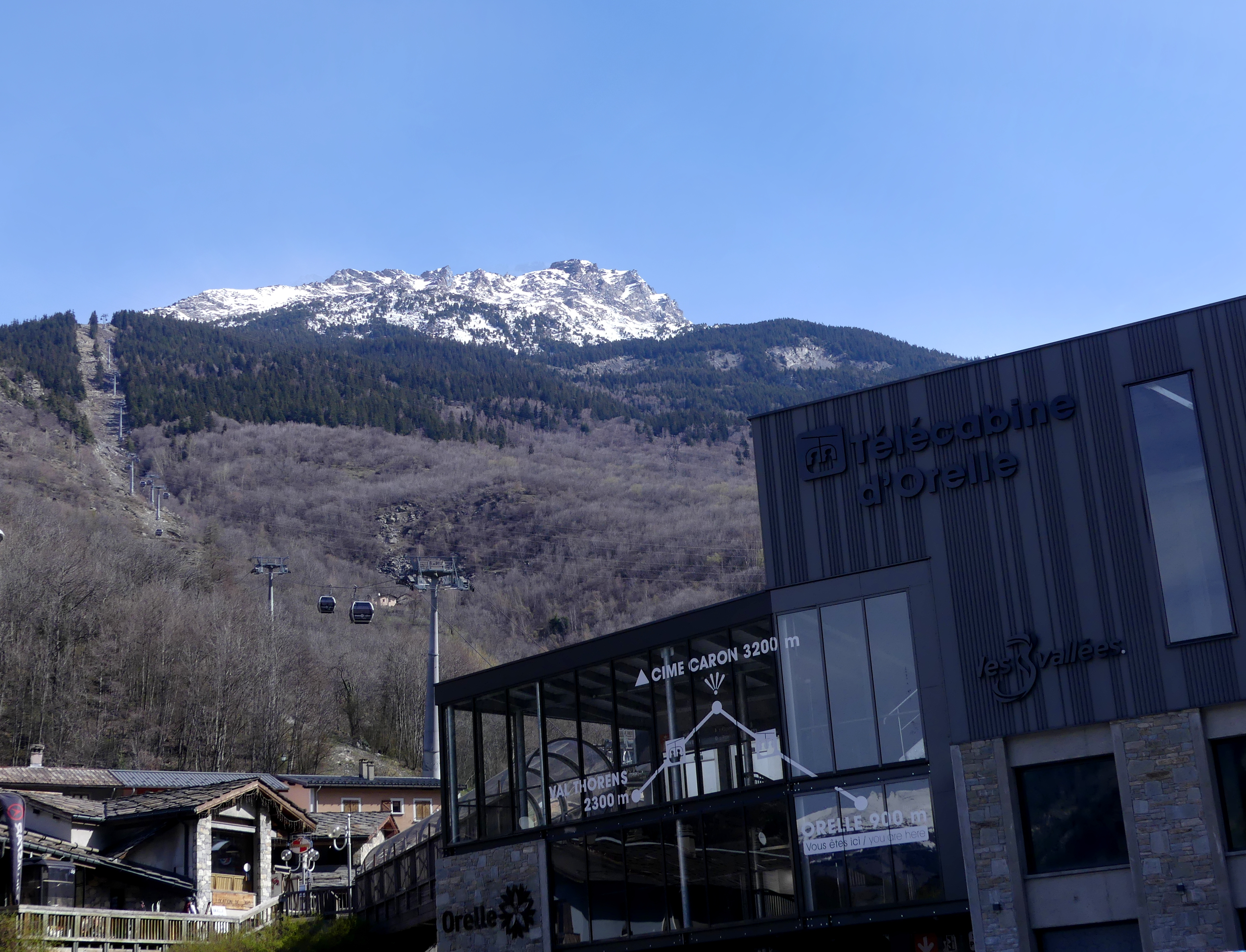
Gare de départ de la nouvelle télécabine en 2022.
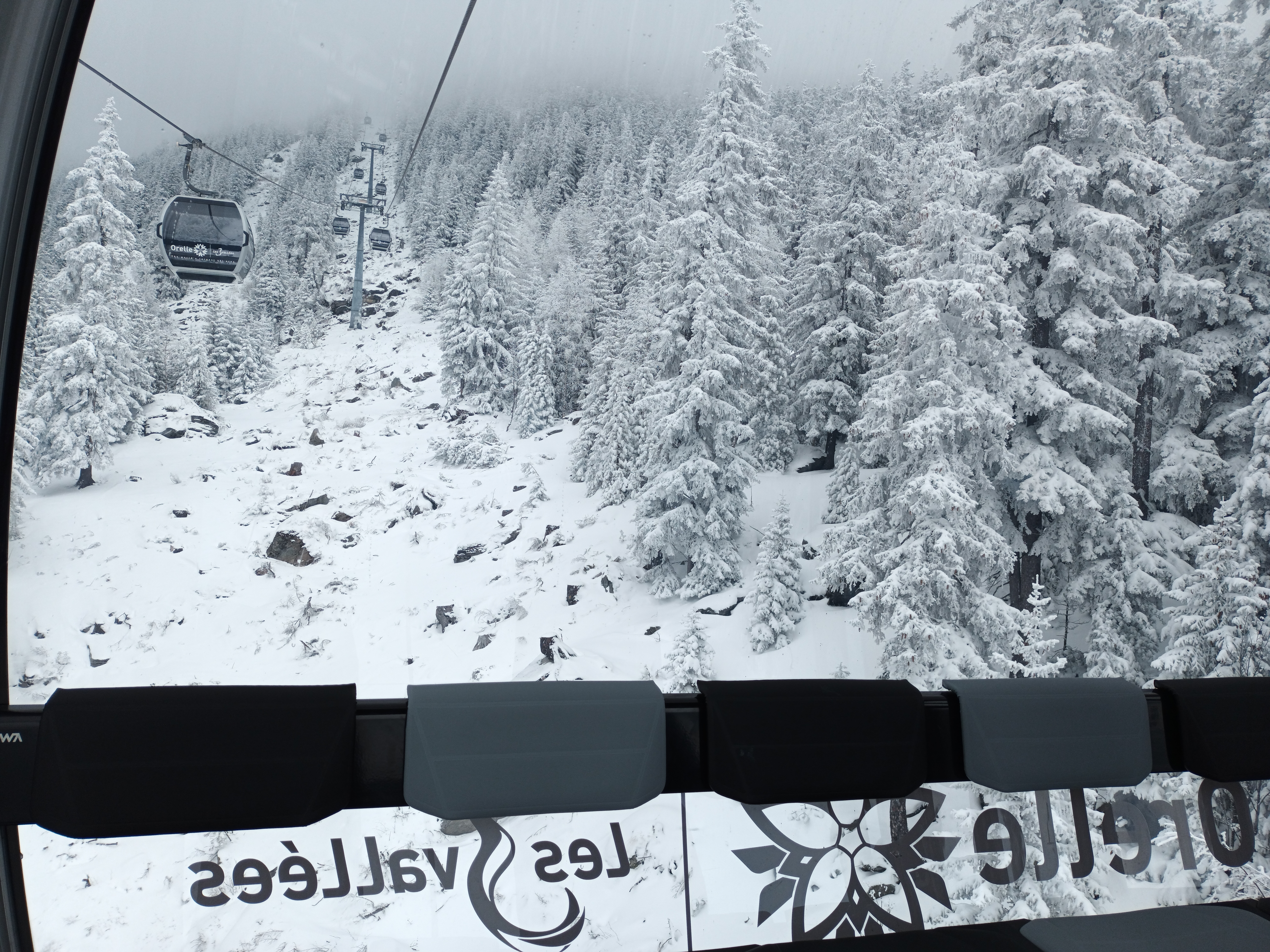
Montée dans la télécabine en 2022.
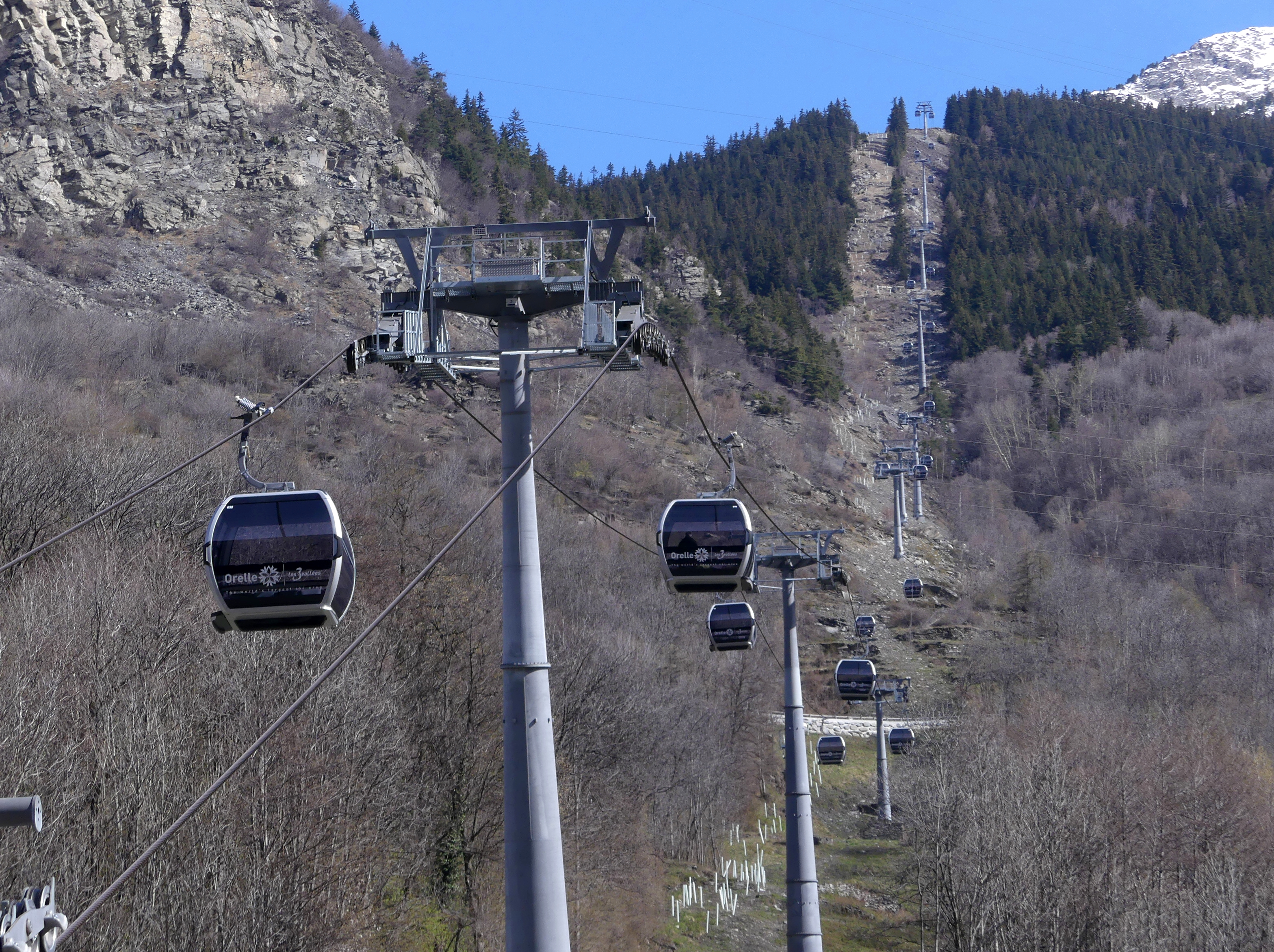
Tracé forestier.
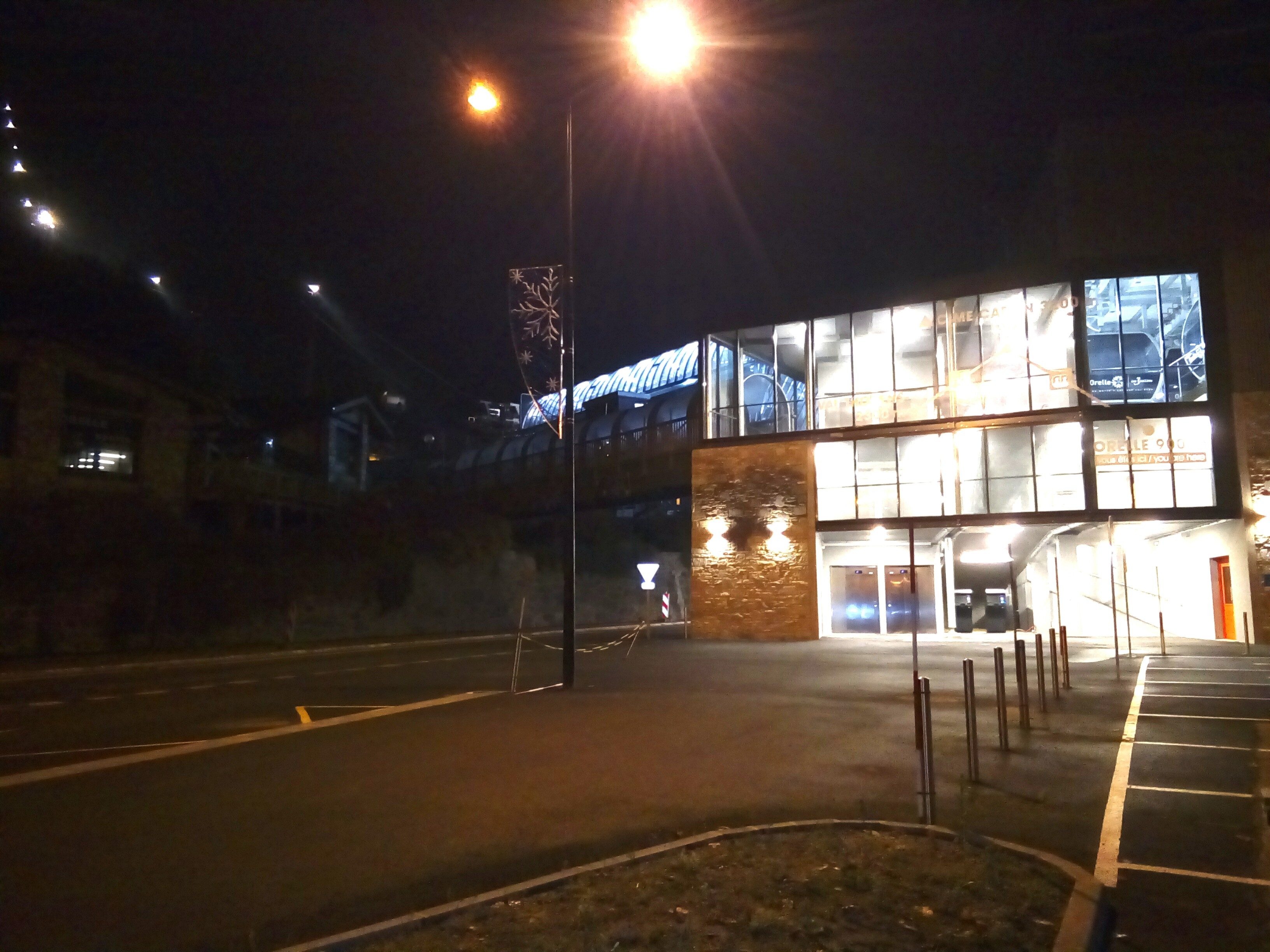
Vue de nuit.
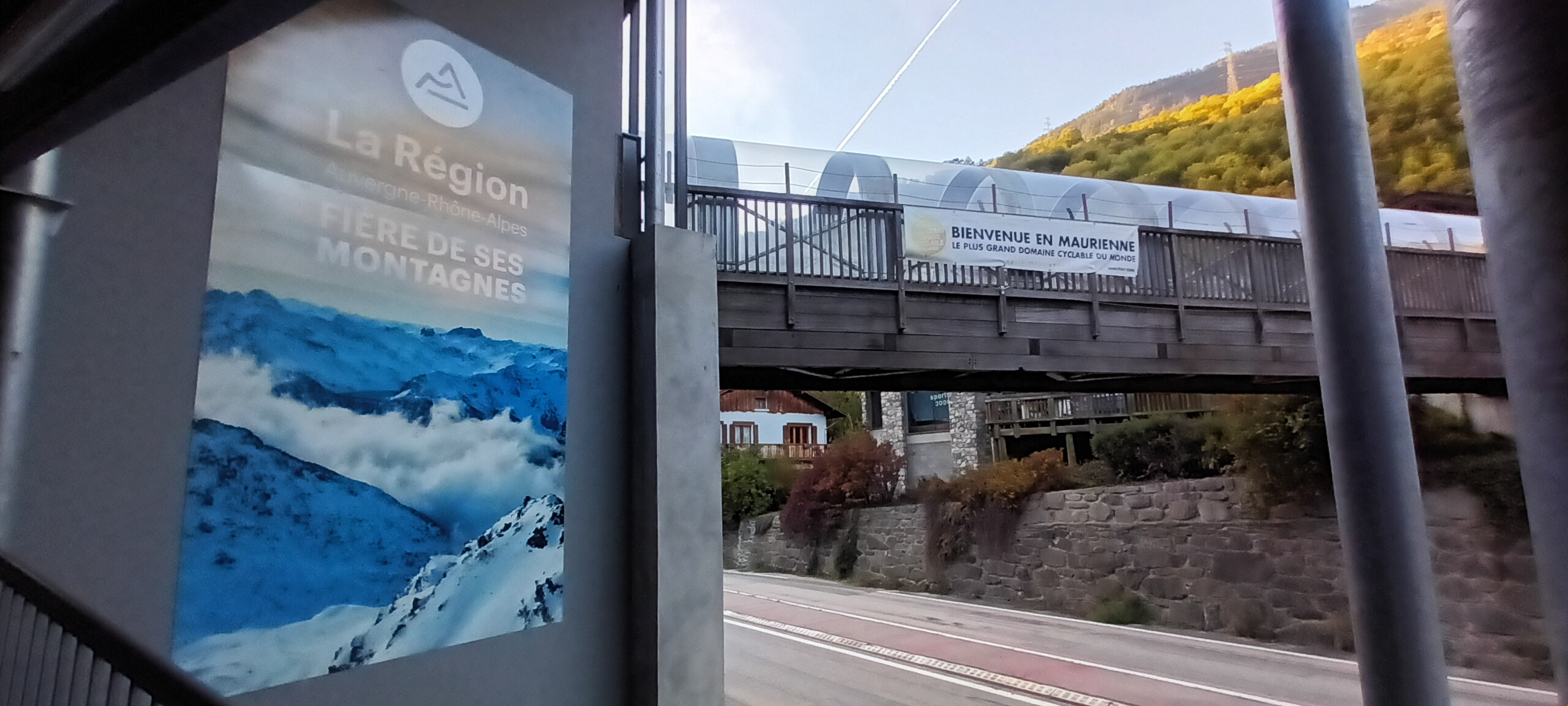
Panneau de soutien de la Région avec la passerelle de Francoz.
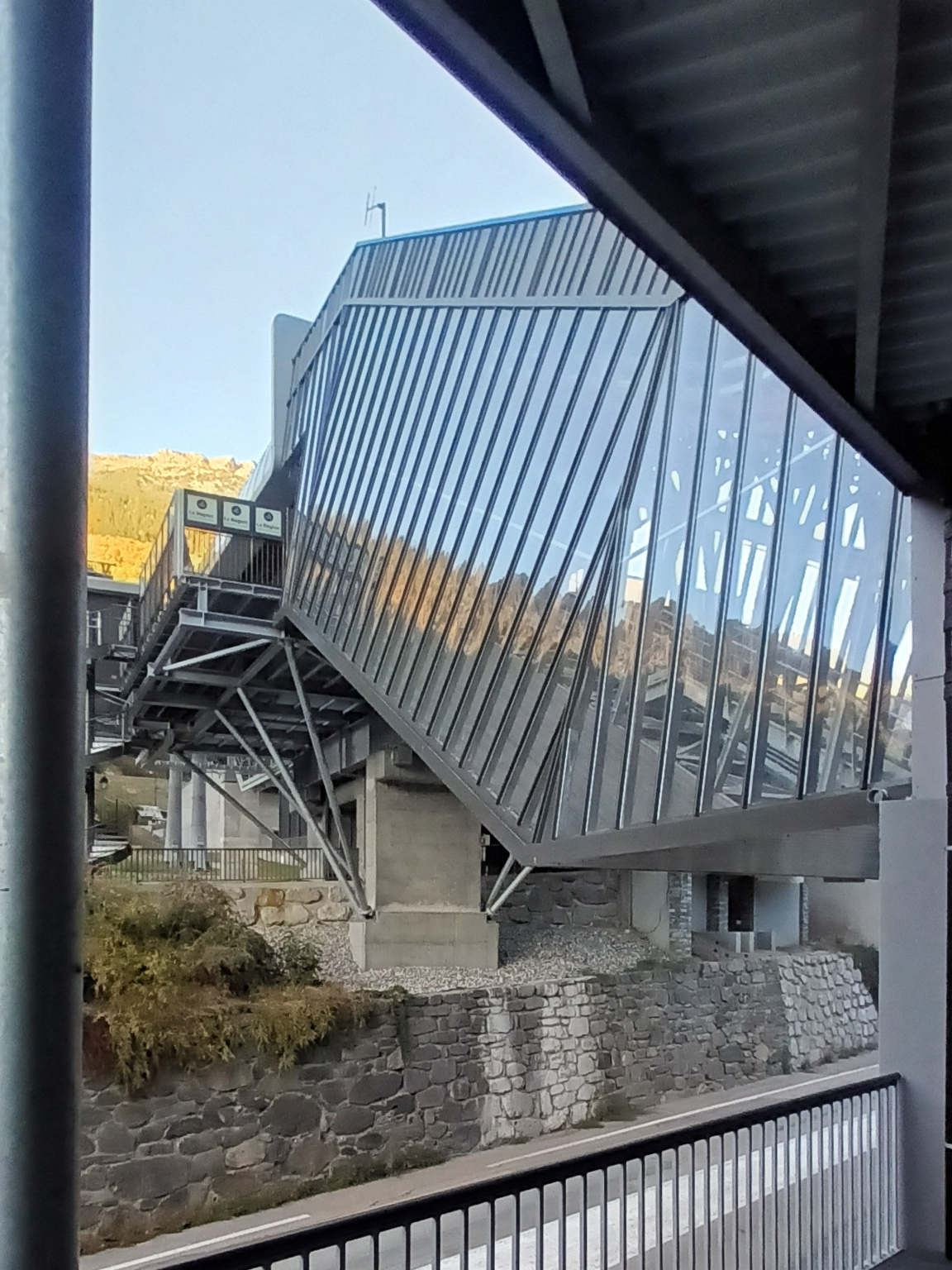
Galerie en verre du rangement des cabines de la gare aval.

### Télécabine d'Orelle-Caron
Une seconde télécabine est créée entre Plan Bouchet, centre de la station skiable d'Orelle, et la cime de Caron. En plus du télésiège de Rosaël, de la piste de ski « Lory » et de la tyrolienne, elle est ainsi un nouveau point de liaison entre Orelle et Val Thorens,.
Avec la télécabine d'Orelle, ces deux appareils sont les plus rapides de France avec une vitesse de 7 mètres par seconde, permettant de relier le village à la cime de Caron en moins de 20 minutes. Ces aménagement contribuent à une augmentation du prix des forfaits de ski ainsi que des achats ou locations de résidences orellinches,.
Cet appareil ainsi que le téléphérique de la Cime Caron permettent d'accéder à la cime Caron.